# Ponte di Bickenbach
Il ponte sulla palude (Sumpfbrücke) di Bickenbach era una costruzione di epoca romana edificata nella zona del Ried dell'Assia e veniva utilizzato sia per scopi militari che civili.
Esso si trovava nel distretto di Darmstadt-Dieburg, vicino a Bickenbach, sulla stradina di montagna che portava ai campi aperti "Schliffslache", una zona paludosa ai margini del cono alluvionale degli affluenti Madau e Neckar.
Il ponte faceva parte della strada romana che collegava Gernscheim a Dieburg e conduceva al Castellum di Allmenfeld, situato all'estremità della palude.
Purtroppo, ad oggi, nessuna parte della struttura è visibile in superficie.

## La ricerca
Nel 1934 i lavoratori del Reichsarbeitsdienst (RAD) scoprirono diversi pali in legno di quercia nell'area "Schiffslache" mentre costruivano dei canali di scolo in un'area paludosa vicino a Bickenbach.
Si presume che ci fosse una vecchia passerella che attraversava il terreno paludoso. Nel 1967 furono scoperti altri pali nella zona circostante.
Il primo tentativo di scavo fu messo in atto dalla filiale di Darmstadt dell'Ufficio statale per la conservazione dei monumenti dell'Assia (LfD), diretto da Warner Jorns. 
L'Associazione per la preistoria e la storia antica di Bergstrasse effettuò ulteriori scavi nel 1969 e nel 1976, mentre l'LdF dell'Assia analizzò nuovamente il luogo del ritrovamento nel 1997.

## La struttura
Secondo i risultati emersi dalle indagini archeologiche, la struttura del ponte era lunga circa 300 metri ed era costituita da oltre 300 pali di quercia piantati verticalmente nel terreno. 
Oltre al Castellum di Allmenfeld, nelle immediate vicinanze del ponte si trovava anche la Villa rustica "Steinmauer". 
Inoltre, una costruzione simile al ponte di Ried dell'Assia, risalente al periodo romano, si trovava nei pressi di Riedstadt-Goddelau, nella piana "del pascolo notturno".

## Datazione
Studi dendrocronologici condotti sui pali lignei hanno dimostrato che il bosco di querce fu abbattuto nell'anno 145 ± 5 d.C.
Sono stati inoltre analizzati anche dei legni teneri che hanno confermato l'esistenza di un'altra costruzione precedente al ponte, risalente al periodo vespasiano.
Numerosi reperti provenienti dai dintorni del ponte, tra cui 11 monete e altrettante fibule, suggeriscono che l'impianto sia stato portato a compimento durante la prima occupazione romana.
Il ponte fu probabilmente abbandonato già alla fine del II secolo e fu poi sostituito da un terrapieno stradale.

## Protezione dei monumenti
Il ponte romano di Bieckenbach è considerato monumento commemorativo ai sensi della legge sulla protezione dei monumenti dell'Assia. Le indagini e la raccolta sistematica dei reperti sono soggette ad autorizzazione, pertanto è necessario segnalare alle autorità qualsiasi ritrovamento casuale.